# Synima macrophylla
Synima macrophylla är en kinesträdsväxtart som beskrevs av Sally T. Reynolds. Synima macrophylla ingår i släktet Synima och familjen kinesträdsväxter. Inga underarter finns listade i Catalogue of Life.